# Чистяков, Николай Николаевич
Николай Николаевич Чистяков (5 июля 1906 — 07 апреля 1998) — советский учёный, педагог, профессор. Кавалер Ордена Трудового Красного Знамени. Награждён знаком «Отличник народного просвещения». Первый ректор Кемеровского государственного университета.

## Биография
Николай Николаевич Чистяков родился 5 июля 1906 года в семье учителя в городе Старый Оскол Курской губернии.
В 1929 году закончил педагогический факультет 2-го МГУ. Его учителями были Пинкевич, Шацкий, Рубинштейн, Блонский, Корнилов, Быгодский, Свалковский, учёные-филологи — братья Соколовы, Пиксанов, Виноградов, Гудзий. Был слушателем лекций Н. К. Крупской, первого народного комиссара просвещения Анатолия Васильевича Луначарского.
После получения высшего образования работал школьным учителем. В 1932 году поступил в аспирантуру Ленинградского пединститута имени А.И. Герцена и в 1935 году окончил её. Кандидатскую диссертацию по психологии защитил под руководством Сергея Леонидовича Рубинштейна в Ленинградском пединституте имени А. И. Герцена.
С 1935 года работал старшим преподавателем психологии Вологодского педагогического института, затем стал его же проректором, застав в этой должности начало Великой Отественной войны. Во времена Великой Отечественной войны работал заведующим Вологодским и Кемеровским ОблОНО. В конце 1942 года получил поручение министра просвещения СССР вывезти из блокадного Ленинграда по “дороге жизни” в Сибирь детей. По прибытии на Кузбасс в январе 1943 года Николай Чистяков получил назначение на должность первого заведующего областным отделением народного образования Кемеровской области. В 1945 году за вывоз детей из Ленинграда в детские дома был награждён Орденом Трудового Красного Знамени по Дороге жизни.
После окончания войны работал ректором Новокузнецкого и Кемеровского педагогических институтов. В 1974 году стал работал заведующим кафедрой Кемеровского университета. Написал свыше 60 научных работ, методологических пособий. Николай Чистяков инициировал создание в школах Кузбасса кабинетов профессиональной ориентации, в которых учащиеся могли заранее подготовиться к выбору нужной в регионе профессии. Он стал первым среди учёных Кузбасса, кто стал готовить для высших учебных заведений кадры высшей квалификации. Он организовал аспирантуру в Новокузнецке и Кемерово. Подготовил 25 кандидатов педагогических наук, работающих на Кузбассе, в других регионах страны и за границей. Первым аспирантом Николая Чистякова в 1958—1962 стал Наум Яковлевич Конторович — доцент НФИ КемГУ. Среди других аспирантов также были — Т. А. Буянова, С. П. Зуева. Николай Чистяков обучал доктора педагогических наук, заведующую кафедрой общей и вузовской подготовки Кемеровского университета Н. Э. Касаткину, проректора КЕМГУ Т. М. Чурекову, директора Кемеровского русско-американского технического колледжа С. Ю. Носкова.
Николай Чистяков основал Сибирскую научную школу профессиональной ориентации молодежи.
Награждён медалью им. Крупской, медалью им. Ушинского, двумя медалями за успехи в развитии народного хозяйства, двумя Орденами Трудового Красного Знамени.
Умер в 1998 году.

## Семья
- Дочь Светлана — педагог, академик РАО.
- Дочь Чистякова Раиса Николаевна